# Teorema maestro de Ramanujan

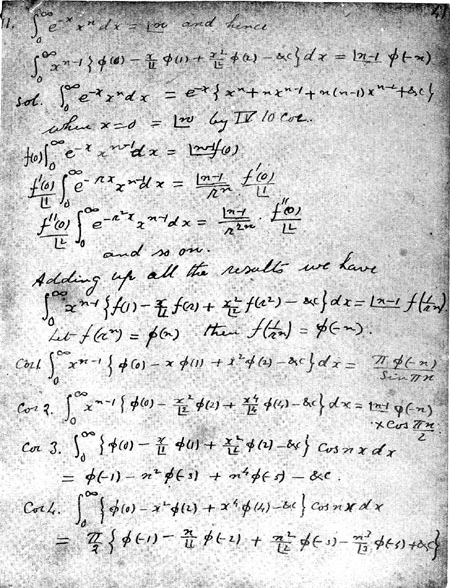
Página de un cuaderno de Ramanujan declarando su teorema maestro.

En matemáticas, el teorema maestro de Ramanujan, llamado así en honor a Srinivasa Ramanujan, es una técnica que proporciona una expresión analítica para la transformada de Mellin de una función analítica.
El resultado se muestra como sigue:
Si una función de variable compleja {\textstyle f(x)} tiene una expresión de la forma
{\displaystyle f(x)=\sum _{k=0}^{\infty }{\frac {\,\varphi (k)\,}{k!}}(-x)^{k}}
entonces la transformada de Mellin de {\textstyle f(x)} está dada por
{\displaystyle \int _{0}^{\infty }x^{s-1}f(x)\,dx=\Gamma (s)\,\varphi (-s)}
donde {\textstyle \Gamma (s)} es la función gamma.
Esto fue usado ampliamente por Ramanujan para calcular integrales definidas y series infinitas.
Versiones en dimensiones altas de este teorema también aparecen en física cuántica (a través de diagramas de Feynman).
Un resultado similar fue también obtenido por Glaisher.

## Formalismo alternativo
Una formulación alternativa del teorema maestro de Ramanujan es la siguiente:
{\displaystyle \int _{0}^{\infty }x^{s-1}\left(\,\lambda (0)-x\,\lambda (1)+x^{2}\,\lambda (2)-\,\cdots \,\right)dx={\frac {\pi }{\,\sin(\pi s)\,}}\,\lambda (-s)}
la cual se convierte en la forma de arriba después de sustituir {\textstyle \lambda (n)\equiv {\frac {\varphi (n)}{\,\Gamma (1+n)\,}}} y usando la ecuación funcional de la función gamma.
La integral de arriba es convergente para {\textstyle 0<\operatorname {\mathcal {Re}} (s)<1} sujeta a las condiciones de crecimiento de {\textstyle \varphi }.

## Demostración
Una demostración sujeta a supuestos "naturales" (aunque no a las condiciones necesarias más débiles) del teorema maestro de Ramanujan fue proporcionada por G. H. Hardy (capítulo XI) empleando el teorema de los residuos y el bien conocido teorema de inversión de Mellin.